# بعل صفون
  

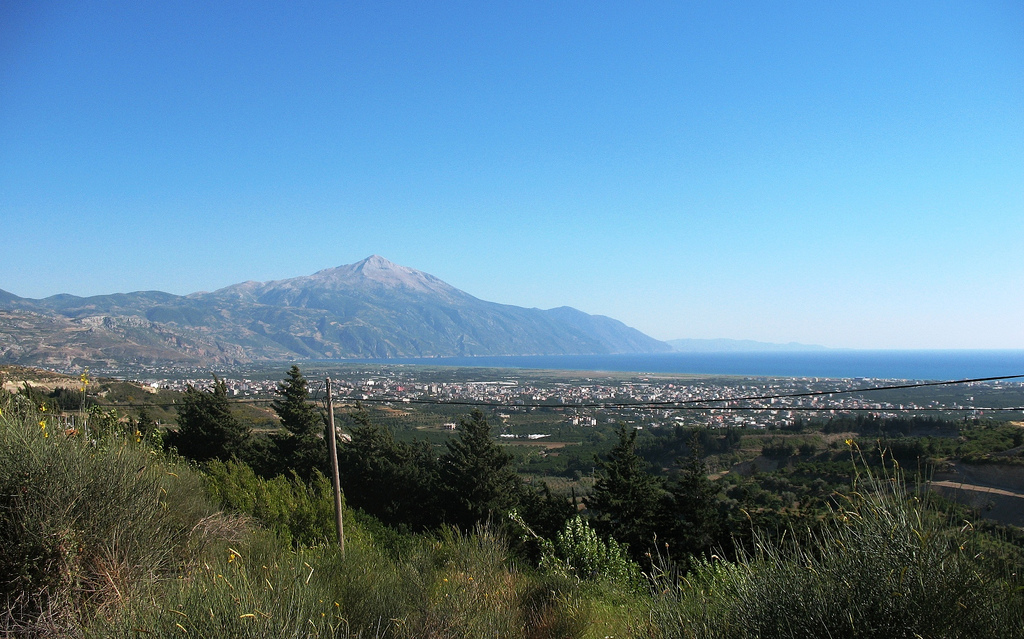
جبل صفون

بعل صفون بالأوغاريتية: بعلو صَفَني، بالأكدية بعل خازي (dIM ḪUR.SAG)، بالعبرية: بعل صفون בעל צפון، بالحوري: Tešub Ḫalbağe; بالمصري القديم: bꜥr ḏꜣpwnꜣ، كان لقبًا لإله العاصفة الكنعاني بعل (حرفيًا "رب/سيد") في دوره كسيد لجبل الأقرع، المسمى "جبل صفون" في العصور القديمة.

وتحدده النصوص الأوغاريتية باسم هدد.
بسبب أهمية جبل الأقرع وموقعه، أصبحت الكلمة العبرية: صفون، تعني مجازيًا "الشمال" في اللغة العبرية  لذلك يترجم تعبير بعل صفون أحيانًا على أنه رب الشمال . 
في عملية نقل الأسماء الشرقية للثقافة واللغة اليونانية صار بعل صفون الإله اليوناني زيوس كاسيوس Zeus Kasios وفي وقت لاحق بالإله الروماني جوبيتر كاسيوس Jupiter Casius باعتبار أن كاسيوس (Κάσιον ) هو اسم جبل الأقرع باليونانية.
نظرًا لأن بعل صافون كان يُعدّ حاميًا للتجارة البحرية، فقد تم بناء محميات تكريمًا له حول البحر الأبيض المتوسط من قبل أتباعه الكنعانيين والفينيقيين .  وبذلك أصبح "بعل صفون" أيضًا اسم مكان، وأبرزها ربما المكان المذكور في سفر الخروج كمكان كما تروي القصة حدث فيه العبور الإعجازي للبحر الأحمر في أثناء الخروج .

## بعل صفون الإله
لم يظهر اسم بعل صفون أبدًا في النصوص الأسطورية التي اكتشفت في أوغاريت . إلا أنه يرد في تعليمات ممارسة الشعائر وفي الرسائل، ويُستخدم للتمييز بين هذا الشكل من أشكال البعل وغيره مثل بعل أوغاريت.  وترتبط به أيقونة إله العاصفة الذي يقف على جبلين.  أقدم تصوير تم اكتشافه للإله - واقفًا على جبلين في وضعية الضرب (وهي وضعية مرتبطة ببعل بشكل عام) - يعود تاريخه إلى القرن الثامن عشر ق.م.  وتظهره صور أخرى متوجًا ويحمل صولجانًا.  وباعتباره حاميًا للتجارة البحرية، فقد تلقت معابده أيضًا نذور على شكل مراسي حجرية.  كما تضع المعاهدة بين أسرحدون والملك بعل ملك صور بعل صافون في المرتبة الثالثة بعد بعل شميم وبعل ملاكبل  بالإضافة إلى معبده في جبل الأقرع وأوغاريت ، من المعروف أن بعل صفون كان يُعبد في صور وقرطاج وكان بمثابة الإله الرئيسي للمستعمرة في تحفنحس . 
في رسالة ملك أوغاريت إلى الملك المصري ( KTU 2 2.23) من القرن الرابع عشر ق.م يوضع بعل صفون في مرتبة مكافئة لآمون .  وقد جرى توثيق وجود معابد لبعل صفزن باسم زيوس كاسيوس في مصر وأثينا وإبيداوروس وديلوس وكورفو وصقلية وإسبانيا ، مع ذكر آخرها على الحدود الجرمانية لروما في القرن الثالث الميلادي. 

## بعل صفون المكان
تذكر النصوص الآشورية في الألفية الأولى قبل الميلاد اسم بعل صفون كاسم لجبل الأقرع نفسه.  (كما كان الجبل يُعبد في حد ذاته محليًا أيضًا .) 

يرد في سفري الخروج والعداد في التناخ أن بني إسرائيل تلقوا تعليمات من الرب بالتخييم قبالة مكان يسمى "بعل صافون" عند البحر لكي يظهروا وكأنهم محاصرون وبالتالي إغراء الفرعون بمطاردتهم:     
حدد غميركين Russell E. Gmirkin هذا المكان باسم أرسينوي على خليج السويس . إذ يذكر نص جغرافي من العصر البطلمي محفوظ في المتحف المصري أربع قلاع حدودية، الثالثة منها هي "ميدجول وبعل صفون". من سياق النص، يبدو أن المكان كان يقع على طريق إلى ساحل البحر الأحمر، ربما على القناة التي تصل من بيتوم إلى موقع بالقرب من أرسينوي.  ومن ناحية أخرى، أشار فالك David A. Falk إلى أن بعل صفون مذكور في بردية سالير الرابعة Sallier IV كمكان مصري قديم، والذي ربما كان يقع شمال شرق وادي طميلات . 
وفقًا لهيرودوت الذي اعتبر المكان بمثابة علامة على الحدود بين مصر وسوريا في رأس كسرون ، وهو جبل صغير بالقرب من بحيرة البردويل المستنقعية، التي ذكرها هيرودوت باسم" مستنقع سربون " ، حيث قيل إن خصم زيوس القديم تيفون "كان مختبئًا".  في هذا المكان عرف اليونانيون أن بعل صفون كان يُعبد.

## نصب بعل صفون

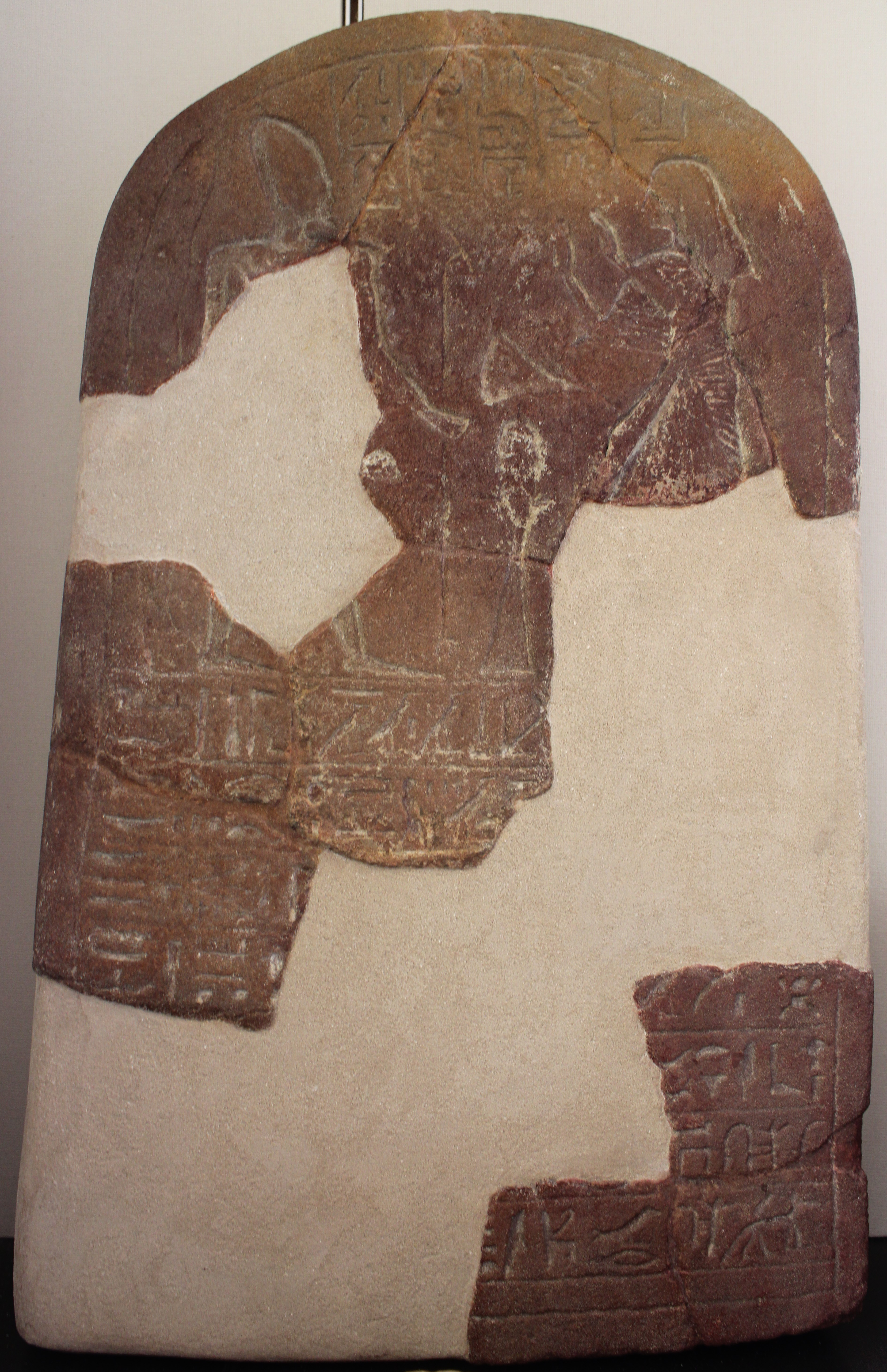
نصب بعل صفون

والمثال الوحيد المعروف حاليً الذي جرى فيه تصوير الإله الكنعاني بعل صفون هو عمل مصري بالكامل شكلًا ولغةً. ويشير ليفي Eythan Levy إلى وجود تشابه بين بعل صفون و"ست الآسيوي". فمن مميزاتست التصويرية: القرون، وعلامة عنخ في إحدى يديه، وصولجان واس في اليد الأخرى، ولحية. يرتدي قبعة مخروطية الشكل تشبه التاج الأبيض المصري مع خيط طويل ينتهي بشرابة تشبه زهرة اللوتس. يبدو أن تصوير بعل هنا كان بنفس الطريقة إلى حد كبير. 

## الملاحظات والهوامش

### هوامش
1. 1 2  Niehr (1999), p. 152.
2. ↑  Cornelius، Izak (1994). The Iconography of the Canaanite Gods Reshef and Baʻal: Late Bronze and Iron Age I Periods (C 1500-1000 BCE). Orbis biblicus et orientalis. Vandenhoeck & Ruprecht. ص. 151–152. DOI:10.5167/uzh-142977. اطلع عليه بتاريخ 2023-11-16.
3. ↑  Fox (2009), pp. 243–258.
4. ↑  Liverani (1998).
5. ↑  Albright (1943).
6. ↑  Vita (2005).
7. ↑  Spencer L. Allen (2015). The Splintered Divine: A Study of Istar, Baal, and Yahweh Divine Names and Divine Multiplicity in the Ancient Near East. Walter de Gruyter GmbH & Co KG. ص. 216. ISBN:9781614512363. مؤرشف من الأصل في 2023-11-06.
8. ↑  Chung، Youn Ho (2010). The Sin of the Calf: The Rise of the Bible's Negative Attitude Toward the Golden Calf. Bloomsbury Publishing USA. ص. 168. ISBN:9780567212313. مؤرشف من الأصل في 2022-02-18.
9. 1 2  DDD, "Zaphon".
10. ↑  ISBE (1996), p. 381.
11. ↑  كما هو الحال، على سبيل المثال، في موسوعة الكتاب المقدس القياسية الدولية.[10]
12. 1 2 3 4 5 6 7 8 9 10 11  Niehr (1999).
13. ↑  الخروج : الفصل : 14 - الآية : 9 : وجَدَّ المِصرِيُّونَ في إِثرِهِم فأَدرَكهم خَيلُ فِرعَونَ كُلُّه ومَراكِبُه وفُرسانُه وجَيشُه، وهم مُخَيِّمونَ على البَحرِ عِندَ فَم الحِيروت، أَمَامَ بَعْلَ صَفون.
14. ↑  Dijkstra، Meindert (1993). "The weather-God on two mountains". Ugarit-Forschungen ع. 23: 127–137.
15. ↑  Exod. 14:2-4.
16. ↑  Num. 33:7.
17. ↑  EDB (2000).
18. ↑  Eissfeldt (1932).
19. ↑  Niehr (1999), p. 153.
20. ↑  زعم آيسفيلدت Eissfeldt أن الإشارة التوراتية لبعل صافون تشير في الواقع إلى أن للإله في الأصل الفضل في خلاص بني إسرائيل,[18] ولكن عادة ما يُقبل كاسم مكان.[19]
21. ↑  Exod. 14:2-4 (KJV).
22. ↑  Gmirkin (2006).
23. ↑   Falk, D. A. (2018). "What We Know about the Egyptian Places Mentioned in Exodus". TheTorah.com. نسخة محفوظة 2024-09-03 على موقع واي باك مشين.
24. ↑  Lane Fox 2009:253-56.
25. ↑  Levy، Eythan (1 يناير 2018). "A Fresh Look at the Mekal Stele (Egypt and the Levant 28, 2018)". Egypt and the Levant. مؤرشف من الأصل في 2024-02-18. اطلع عليه بتاريخ 2024-02-18.